# Luiz Renato Viana da Silva
Luiz Renato Viana da Silva (nacido el 10 de enero de 1982) es un exfutbolista brasileño que se desempeñaba como delantero.
Jugó para clubes como el Kawasaki Frontale entre 2000 y 2001.

## Trayectoria

### Clubes
| Club              | País  | Año         |
| ----------------- | ----- | ----------- |
| Kawasaki Frontale | Japón | 2000 - 2001 |

## Estadística de carrera

### J. League
| Club              | Año   | J. League | J. League | Copa J. League | Copa J. League | Total | Total |
| Club              | Año   | Part.     | Goles     | Part.          | Goles          | Part. | Goles |
| ----------------- | ----- | --------- | --------- | -------------- | -------------- | ----- | ----- |
| Kawasaki Frontale | 2000  | 2         | 0         | 3              | 1              | 5     | 1     |
| Kawasaki Frontale | 2001  | 1         | 0         | 1              | 0              | 2     | 0     |
| Total             | Total | 3         | 0         | 4              | 1              | 7     | 1     |